# Kupellonura flexibilis
Kupellonura flexibilis là một loài chân đều trong họ Hyssuridae. Loài này được Pasternak miêu tả khoa học năm 1982.